# Масслёйс

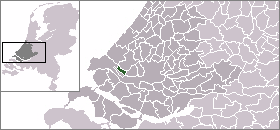
Расположение общины Масслёйс на карте Нидерландов

Масслёйс (нидерл. Maassluis, «Шлюз на Маасе») — город и община в провинции Южная Голландия (Нидерланды).

## История
Поселение возле шлюза (нидерл. sluis) было основано примерно в 1340 году, и изначально называлось «Масландслёйс» (нидерл. Maeslandsluys), так как лежало в общине Масланд. В 1573 году, во время Восьмидесятилетней войны здесь был взят в плен испанцами Альдегонде Филипп ван Марникс, неудачно пытавшийся оборонять Масландслёйс.
16 мая 1614 года Масландслёйс был выделен из общины Масланд и переименован в Масслёйс: в Масслёйсе жили в основном протестанты, в то время как община Масланд была в основном католической.
В 1811 году Наполеон Бонапарт даровал Масслёйсу права города.

## Известные уроженцы
- Абрахам Кёйпер — премьер-министр Нидерландов в 1901—1905